# アリエル (イスラエル)

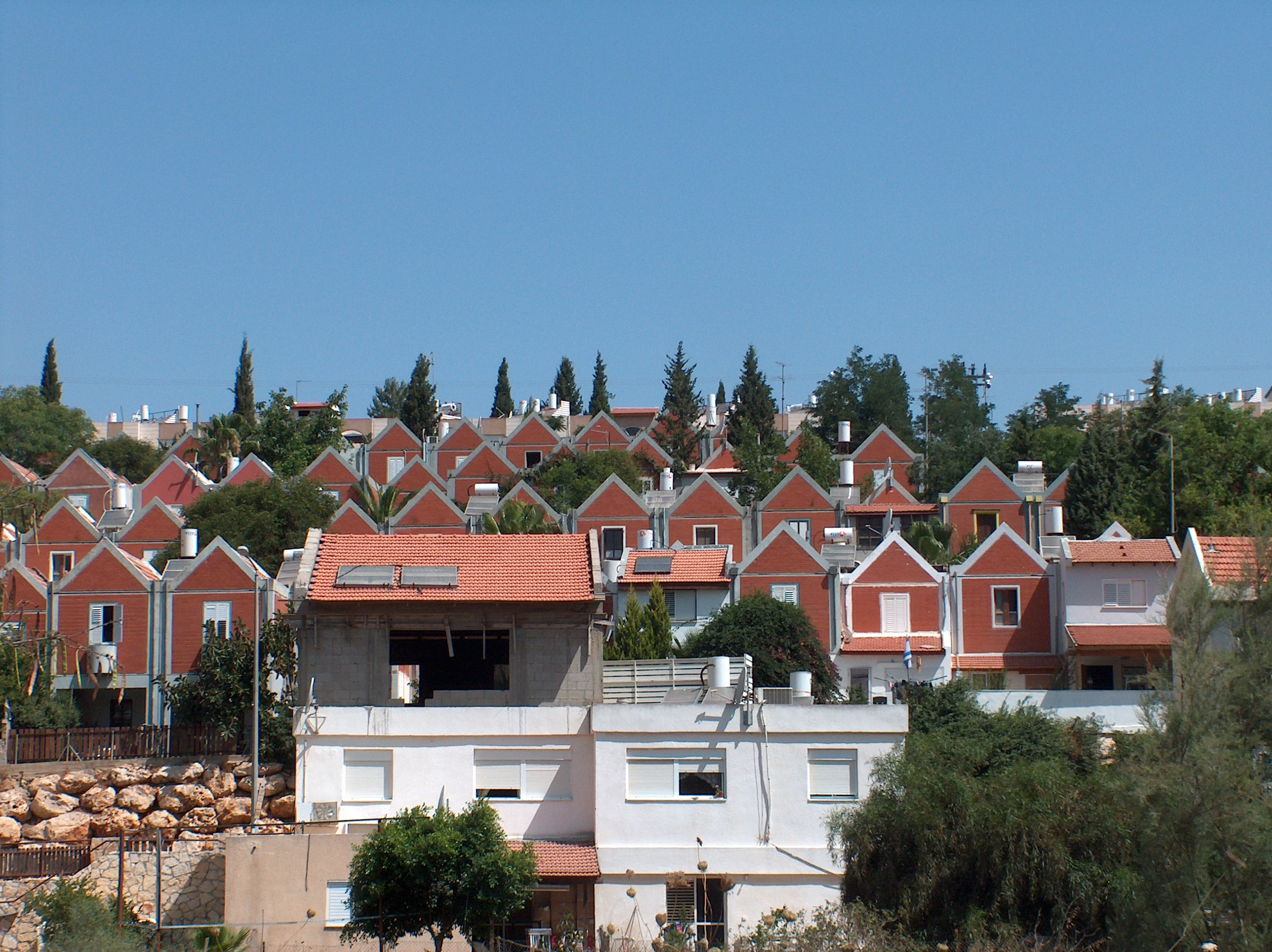
アリエル

アリエル（ヘブライ語: אריאל、Ariel）は、パレスチナのヨルダン川西岸（イスラエル側の呼称は「ユダヤ・サマリア地区」）に位置する、イスラエルが実効支配する都市で、1967年の第3次中東戦争後にイスラエルが建設を始めたユダヤ人入植地である。「アリエル」とはヘブライ語で「神のライオン」を意味する。市長はロン・ナフマン。

## 歴史
アリエルの歴史は、古くは旧約聖書にまで遡る。同聖書のイザヤ書第29章に、ダビデが陣を置いた都エルサレムを暗示するものとしてその名が登場する。
1978年にイスラエル政府の事実上の助成の下、再建・都市計画が開始される。用地は、イスラエル国防軍の軍用地と、パレスチナ人住民の耕作・放牧地をイスラエル国有地と宣言して没収・追放した土地が当てられ、新たにユダヤ人住民を入植させた。8月には、40世帯ほどが入植した。
同年に議会が発足、代議員選出のための選挙も行われている。翌1979年には現在の市長ロン・ナフマンを評議長に選出。1985年から現職。1982年には市にシナゴーグが建設され、初めての大学となるユダヤ・サマリア大学（現：アリエル大学）が開校した。発展が著しくなったのは1990年代前後で、冷戦構造が下火になり始めると、旧ソ連や東欧に住んでいたユダヤ人の帰還運動が盛んになる。現在のアリエルは入植地というよりも、さながらニュータウン・高級住宅地の様相を呈している。
現在、アリエルは2万人ほどの人口を数える。1990年には人口8000人程度だったが、1989年より始まった旧ソビエト連邦・東欧からの移住者により人口は急増。2007年からは、アメリカ合衆国、イギリス、カナダ、南アフリカなど英語圏からの移住者も増えた。これは、イスラエル本土と比較して、アパートなど宅地が安価に提供されたからである。ヨルダン川西岸の入植地の中ではマアレ・アドゥミームに次いで2番目の規模を誇る。そのため歴代政府も、この地を戦略的要衝と位置付け、最もパレスチナに融和的であったエフード・バラック首相の2000年のキャンプ・デービッドでの会談の際も、アリエルの存続に関しては譲らなかった。2004年4月14日に行われた「米・イスラエル首脳会談」では歴代の米政権で初めて、ジョージ・ブッシュ大統領がアリエルを含む6大入植地の存続を明言。そのためナフマンは、アリエル・シャロン首相（当時）が断行したガザ地区撤退計画の際も、終始静観の構えをとった。ナフマンはリクードの党員でもあり、シャロンの政治的盟友でもある。同計画でガザ地区を追われた入植者500の救済にも乗り出している。
2020年10月28日、アリエル大学で、イスラエル・米国による科学技術協定の更新が調印された。ベンヤミン・ネタニヤフ首相は調印式で、「1967年の境界線を越えたイスラエルの全て（の支配）を非合法化しようとする、全ての人びとに対する重要な勝利」を宣言し、「イスラエルの人々とイスラエルの地との千年のつながり」を根拠に、改めて占領の正当性を主張した。また、協定の適用範囲が、占領地の「ユダヤ・サマリア」、東エルサレム、ゴラン高原に拡大されたことを明らかにした。これは、米国のドナルド・トランプ政権が、従来米国が非合法として来たイスラエルのヨルダン川西岸（ユダヤ・サマリア）、東エルサレム、ゴラン高原支配を公認したことのアピールでもあった。
パレスチナのアッバース大統領報道官のナビル・アブ・レデネは、「この措置は、パレスチナ領の占領に米国が実際に参加していることを意味する」と非難した。

## 友好都市
- ハレディア、コスタリカ
- モービル, 米国・アラバマ州